# أحمد توريه
أحمد توريه (بالفرنسية: Ahmed Touré)‏ (17 يوليو 1987 بواغادوغو في بوركينا فاسو - ) هو لاعب كرة قدم باركينسي في مركز الهجوم. لعب مع أشانتي كوتوكو وأفريكا سبورتس والنادي الرياضي الصفاقسي ونادي الجونة ونادي لوكيرين.

## وصلات خارجية
- أحمد توريه على موقع قاعدة بيانات كرة القدم.إي يو (الإنجليزية)
- أحمد توريه على موقع ناشيونال فوتبول تيمز (الإنجليزية)